# Adolf Pauk
Adolf Pauk (ur. 27 stycznia 1902 w Narwie, zm. 28 sierpnia 1941) – estoński polityk komunistyczny, sekretarz KC Komunistycznej Partii (bolszewików) Estonii (1941).
W 1919 ukończył szkołę realną. Od 1922 był członkiem Estońskiej Partii Robotniczej, od 1923 w KPE. 21 stycznia 1924 został aresztowany, następnie skazany, w 1938 zwolniony. W 1940 był pełnomocnikiem nielegalnego biura KPE w Narwie, od 1940 w WKP(b), od czerwca 1940 do lutego 1941 sekretarzem miejskiego komitetu KP(b)E w Narwie, od 8 lutego 1941 sekretarzem KC KP(b)E i członkiem Biura Politycznego KC KP(b)E. Zginął wraz z innymi politykami komunistycznymi na pokładzie statku "Jakow Swierdłow" zatopionego przez Niemców podczas ewakuacji władz Estońskiej SRR z Tallinna.